# Carolyn Shuster Fournier
 (novembre 2014).
Si vous disposez d'ouvrages ou d'articles de référence ou si vous connaissez des sites web de qualité traitant du thème abordé ici, merci de compléter l'article en donnant les références utiles à sa vérifiabilité et en les liant à la section « Notes et références ».
Pour les articles homonymes, voir Shuster et Fournier.
Carolyn Shuster Fournier, née le 23 août 1956 à Columbia (Missouri) aux États-Unis, est une organiste et musicologue franco-américaine.

## Biographie
Elle étudie le piano et le violon avant de se consacrer à l'orgue dès l'âge de treize ans. Après des études au conservatoire du Wheaton College de Norton dans le Massachusetts et au conservatoire de la Nouvelle-Angleterre à Boston, elle se rend à Paris afin de se perfectionner dans l'étude de l'orgue. Elle reçoit un prix d'excellence dans la classe de Marie-Claire Alain au conservatoire de Rueil-Malmaison et un premier prix d'orgue au conservatoire de Boulogne-Billancourt dans la classe d'André Isoir.
Elle consacre sa thèse de doctorat en musicologie à l'université de Tours aux orgues Cavaillé-Coll.
Organiste à la cathédrale américaine de Paris, elle devient en 1989 organiste titulaire de l'orgue de chœur de l'église de la Sainte-Trinité. Établie à Paris, elle mène une carrière de concertiste en Europe et aux États-Unis. Son répertoire embrasse près de quatre siècles et s'étend aux créations contemporaines.

## Discographie
- Alexis Chauvet, aux grandes orgues Clicquot-Cavaillé-Coll de la Cathédrale de Versailles et l'orgue John Abbey de l'église paroissiale de Marines pour EMA (Distribution Socadisc)
- Elegie, In Memoriam Marcel Dupré (1886-1972), aux grandes orgues A. Cavaillé-Coll de église Saint-Bernhard de Mayence
- Merklin-Schütz de l’Église réformée du Saint-Esprit à Paris, avec le violoncelliste Julius Berger, pour Schott
- Une Américaine à Paris, aux grandes orgues de l'église de la Madeleine à Paris pour Ligia Digital (Distribution Harmonia Mundi)
- In Memoriam Nadia Boulanger (1887-1979), aux grandes orgues A. Cavaillé-Coll de l'église Saint-Antoine-des-Quinze-Vingts à Paris, avec la participation de Magali Léger (Ligia Digital, Distribution Harmonia Mundi, 2010)

## Titres et récompenses
- Chevalier des Arts et des Lettres (2007)
- Médaille d'or et prix d'excellence d'orgue du Conservatoire national de Rueil-Malmaison [Quand ?]
- Premier prix d'orgue du Conservatoire supérieur de Boulogne-Billancourt [Quand ?]